# Мандзик Віктор Сергійович
Ві́ктор Сергі́йович Ма́ндзик (нар. 7 грудня 1986, Луцьк, Волинська область — пом. 21 березня 2015, Волноваха, Донецька область) — капітан Служби безпеки України, оперуповноважений Любомльського міжрайонного відділу УСБУ у Волинській області. Учасник антитерористичної операції на сході України. Позивний «Панчер».

## Життєпис
Віктор Мандзик народився на Волині, в обласному центрі місті Луцьк. З 2004 по 2009 рік навчався в Інституті фізичної культури та здоров'я Волинського національного університету.
2009 року розпочав службу в органах Служби безпеки України.
2009—2010 — механік-водій 1 сектору відділу спеціального зв'язку Управління СБУ у Волинській області.
2010—2013 — на оперативних посадах УСБУ у Волинській області.
2013—2014 — слухач Навчально-наукового інституту перепідготовки та підвищення кваліфікації кадрів СБУ Національної академії СБУ.
З 2014 — на оперативних посадах УСБУ у Волинській області.
Остання займана посада — оперуповноважений Любомльського міжрайонного відділу УСБУ у Волинській області.
Ще з 13 років Віктор почав активно займатися боксом. Неодноразовий переможець та призер багатьох змагань, майстер спорту України з боксу, кандидат у майстри спорту з кікбоксингу. Під час служби у Волинському відділі ЦСО «Альфа» став найкращим стрільцем відділу, членом збірної команди Управління з рукопашного бою. Через серйозну травму Віктор перейшов в оперативний підрозділ.
З кінця січня 2015 року Віктор Мандзик перебував у зоні проведення антитерористичної операції в Донецькій області.
Загинув 21 березня 2015 року у місті Волноваха.
```
21 березня 2015 року, близько 5-ї години ранку на в'їзді до міста Волноваха, троє представників громадського формування з охорони державного кордону, зупинили три вантажні фури для перевірки вантажу, в цілях запобігання незаконному переміщенню товарів через лінію розмежування до тимчасово окупованої території України в Донецькій області. Близько 5:20 ранку, на приватному автомобілі під'їхав працівник місцевої прокуратури разом з Віктором Мандзиком. Після недовгого спілкування, виник конфлікт, між Віктором Мандзиком та Денисом Гордєєвим (доброволець ДУК Правий Сектор за  позивним "Адвокат"), керівником групи добровольців, яка здійснювала перевірку вантажних автівок.  За офіційною версією слідства у Мандзика відібрали службове посвідчення і табельну зброю
 
— автомат АКС74У. 
```

Однак, за показами численних свідків інциденту, у Мандзика було відібрано лише автомат, які він намагався дістати з автівки, та направляв на оточуючих. Після чого пролунало два постріли з автомата — перший у повітря, а другий — в голову Мандзика. Від отриманих поранень Віктор помер у машині «швидкої допомоги». Гордєєва та інших членів громадського формування затримано протягом кількох діб (при цьому представники громадського формування добровільно здалися правоохоронцям). У лютому 2016 року обвинувальний акт стосовно 7 осіб передано до суду. Справа набула значного суспільного резонансу, оскільки зачіпає репутацію представників вищих гілок української влади, політиків, добровольчих батальйонів та Служби безпеки України.
23 березня в Луцьку відбулося прощання з офіцером СБУ, у місті оголошено день жалоби. Похований на міському кладовищі по вулиці Рівненській.

## Нагородження
25 березня 2015 року за вагомий особистий внесок у зміцнення національної безпеки, високий професіоналізм, зразкове виконання службового обов'язку та з нагоди Дня Служби безпеки України нагороджений орденом «За мужність» III ступеня (посмертно).

## Вшанування пам'яті
В серпні 2015 року у Волновасі на Донеччині відкрито меморіальну дошку волинянину Віктору Мандзику.
У жовтні 2015 року в Національній академії СБУ відкрито пам'ятний знак загиблим співробітникам спецслужби, а також меморіальний стенд капітану Віктору Мандзику.
8 липня 2016 року у Луцьку на будівлі СБУ відкрили меморіальну дошку Віктору Мандзику.
25 березня 2017 року в Луцьку відкрився міжнародний боксерський турнір з боксу за участі молодіжних збірних команд України та Польщі у десяти вагових категоріях. Турнір присвячено пам'яті майстра спорту України з боксу співробітника СБУ капітана Віктора Мандзика.
У грудні 2017 року на фасаді будівлі Любомльського міжрайпідрозділу Волинського управління СБУ встановили пам'ятну дошку капітану Віктору Мандзику.

## Дотичні факти
25 березня 2015 року під час урочистостей з нагоди річниці створення СБУ Президент України Петро Порошенко свою промову почав з вбивства в зоні АТО офіцера СБУ Віктора Мандзика. При цьому Президент обмовився: «Цинічні бандери… в мілітарній формі зі зброєю в руках грабували українців, таємно вбивали їх. І Віктор не побоявся стати на їхньому шляху». Після цього мем «Цинічні Бандери» набув популярності, були випущені футболки, нашивки тощо. Прес-служба Президента оприлюднила фото, на якому Порошенко вдягнув військову форму з нашивкою «цинічний бандера» на знак визнання помилки, яка викликала такий суспільний резонанс.
У вбивстві Віктора Мандзика був звинувачений відомий український адвокат, Гордєєв Денис Олександрович, який також був громадським активістом, та добровольцем-учасником АТО.
Станом на 2020 рік судове слідство у справі вбивства Віктора Мандзика триває.